# Mallorca Championships 2025 - Qualificazioni singolare
Le qualificazioni del singolare del Mallorca Championships 2025 sono state un torneo di tennis preliminare per accedere alla fase finale della manifestazione. I vincitori dell'ultimo turno sono entrati di diritto nel tabellone principale. In caso di ritiro di uno o più giocatori aventi diritto a questi sono subentrati i lucky loser, ossia i giocatori che hanno perso nell'ultimo turno ma che avevano una classifica più alta rispetto agli altri partecipanti che avevano comunque perso nel turno finale.

## Teste di serie
1. Aleksandar Kovacevic (ultimo turno)
2. Vít Kopřiva (ultimo turno)
3. Adam Walton (primo turno)
4. Mariano Navone (ultimo turno)

1. Botic van de Zandschulp (primo turno)
2. Jesper de Jong ( primo turno)
3. Ethan Quinn (qualificato)
4. Aleksandr Ševčenko (primo turno)

## Qualificati
1. Bernard Tomic
2. Ethan Quinn

1. Brandon Holt
2. Nishesh Basavareddy

## Tabellone

### Legenda
| - Q = Qualificato - WC = Wild card - LL = Lucky loser | - ALT = Alternate - SE = Special Exempt - PR = Protected Ranking | - w/o = Walkover - r = Ritirato - d = Squalificato |

### Sezione 1
|  | Primo turno | Primo turno               | Primo turno               | Primo turno | Primo turno |  |  | Ultimo turno | Ultimo turno         | Ultimo turno         | Ultimo turno | Ultimo turno |  |
|  |             |                           |                           |             |             |  |  |              |                      |                      |              |              |  |
|  | 1           | Aleksandar Kovacevic      | Aleksandar Kovacevic      | 6           | 6           |  |  |              |                      |                      |              |              |  |
|  |             | Sascha Gueymard Wayenburg | Sascha Gueymard Wayenburg | 4           | 2           |  |  | 1            | Aleksandar Kovacevic | Aleksandar Kovacevic | 62           | 3            |  |
|  |             | Bernard Tomic             | 5                         | 6           | 6           |  |  |              | Bernard Tomic        | Bernard Tomic        | 7            | 6            |  |
|  | 6           | Jesper de Jong            | 7                         | 4           | 4           |  |  |              |                      |                      |              |              |  |

### Sezione 2
|  | Primo turno | Primo turno      | Primo turno      | Primo turno | Primo turno |  |  | Ultimo turno | Ultimo turno | Ultimo turno | Ultimo turno | Ultimo turno |  |
|  |             |                  |                  |             |             |  |  |              |              |              |              |              |  |
|  | 2           | Vít Kopřiva      | Vít Kopřiva      | 6           | 7           |  |  |              |              |              |              |              |  |
|  | WC          | Petros Tsitsipas | Petros Tsitsipas | 3           | 5           |  |  | 2            | Vít Kopřiva  | 7            | 5            | 65           |  |
|  | WC          | Oliver Crawford  | 6                | 65          | 63          |  |  | 7            | Ethan Quinn  | 5            | 7            | 7            |  |
|  | 7           | Ethan Quinn      | 4                | 7           | 7           |  |  |              |              |              |              |              |  |

### Sezione 3
|  | Primo turno | Primo turno        | Primo turno        | Primo turno | Primo turno |  |  | Ultimo turno | Ultimo turno | Ultimo turno | Ultimo turno | Ultimo turno |  |
|  |             |                    |                    |             |             |  |  |              |              |              |              |              |  |
|  | 3           | Adam Walton        | 3                  | 7           | 60          |  |  |              |              |              |              |              |  |
|  |             | Brandon Holt       | 6                  | 61          | 7           |  |  |              | Brandon Holt | Brandon Holt | 7            | 6            |  |
|  |             | Elias Ymer         | Elias Ymer         | 6           | 7           |  |  |              | Elias Ymer   | Elias Ymer   | 64           | 3            |  |
|  | 8           | Aleksandr Ševčenko | Aleksandr Ševčenko | 4           | 64          |  |  |              |              |              |              |              |  |

### Sezione 4
|  | Primo turno | Primo turno             | Primo turno | Primo turno | Primo turno |  |  | Ultimo turno | Ultimo turno        | Ultimo turno        | Ultimo turno | Ultimo turno |  |
|  |             |                         |             |             |             |  |  |              |                     |                     |              |              |  |
|  | 4           | Mariano Navone          | 4           | 7           | 3           |  |  |              |                     |                     |              |              |  |
|  |             | Sebastian Ofner         | 6           | 6           | 1r          |  |  | 4            | Mariano Navone      | Mariano Navone      | 1            | 4            |  |
|  |             | Nishesh Basavareddy     | 6           | 65          | 7           |  |  |              | Nishesh Basavareddy | Nishesh Basavareddy | 6            | 6            |  |
|  | 5           | Botic van de Zandschulp | 4           | 7           | 5           |  |  |              |                     |                     |              |              |  |